# Фелікс Каммерер
Фелікс Каммерер — австрійський актор. Він дебютував на великому екрані в німецькомовній адаптації 2022 року «На західному фронті без змін», зігравши Пауля Баумера, головного героя та центральну фігуру історії.

## Раннє та особисте життя
Його батьки — оперні співаки Анжеліка Кірхшлагер і Ганс Петер Каммерер. З 2015 по 2019 рік навчався в Академії драматичного мистецтва Ернста Буша в Берліні.

## Кар'єра
Сценічна робота Каммерера включає виступи в Театрі імені Максима Горького в Берліні та на Зальцбурзькому фестивалі до приєднання до ансамблю Бургтеатру у Відні в 2019 році, для якого його, як повідомляється, обрала драматург Сабріна Цвач. У 2022 році він дебютував на великому екрані, виконавши роль Пауля Баумера, головну роль у німецькомовній екранізації роману Еріха Марії Ремарка 1928 року «На західному фронті все тихо» Едварда Бергера. Бергер проходив кастинг на роль Баумера, коли Каммерера впізнала Сабріна Цвах, дружина продюсера фільму Малте Грюнерта. Грюнерт був настільки вражений грою Каммерера в Burgtheater, що запропонував йому негайне прослуховування та дав особисту рекомендацію Бергеру. Бергер розповів, що вперше побачив обличчя Каммерера і був вражений тим фактом, що він «вже був таким старомодним і таким класичним, таким чистим і таким невинним».

## Фільмографія

### Фільм
| Рік  | Українська назва             | Оригінальна назва                                      | Роль               |
| ---- | ---------------------------- | ------------------------------------------------------ | ------------------ |
| 2021 |                              | Dürer                                                  | Ганс Балдунг Грієн |
| 2022 | На Західному фронті без змін | All Quiet on the Western Front (Im Westen nicht Neues) | Пауль Боймер       |
| 2025 | Франкенштейн                 | Frankenstein                                           | Вільям             |

### Телебачення
| Рік  | Українська назва      | Оригінальна назва           | Роль   | Примітка    |
| ---- | --------------------- | --------------------------- | ------ | ----------- |
| 2023 |                       | Der Pass                    | Фелікс | Епізод #3.8 |
| 2023 | Все те незриме світло | All the Light We Cannot See | Шмідт  | Епізод #1.1 |

## Нагороди
За роль Люка в «Москітах» Люсі Кірквуд в Akademietheater у Відні він отримав нагороду Nestroy в категорії «Найкращий молодий чоловік» на Nestroy Theatre Awards у 2022 році. У січні 2023 року було оголошено, що Каммерер включений до довгого списку в категорії найкращого актора на 76-у премію Британської академії кіно і телебачення.